# Radical 116
El radical 116, representado por el carácter Han 穴, es uno de los 214 radicales del diccionario de Kangxi. En mandarín estándar es llamado 穴部, (xué bù, «radical “agujero”»); en japonés es llamado 穴部, けつぶ (ketsubu), y en coreano 혈 (hyeol). En los textos occidentales es llamado también «radical “cueva”»
El radical «cueva» aparece en la parte superior de los caracteres que clasifica. Los caracteres clasificados bajo el radical 116 suelen tener significados relacionados con las cuevas, los agujeros o los espacios vacíos. Como ejemplo de esto están: 穵, «cavar»; 空, «aire»; 窟, «caverna»; 窓, «ventana».

## Nombres populares
- Mandarín estándar: 穴字頭, xué zì tóu, «carácter “agujero” en la parte superior».
- Coreano: 구멍혈부, gumeong hyeol bu, «radical hyeol-agujero».
- Japonés:　穴（あな）, ana, «agujero» ; 穴冠（あなかんむり）, anakanmuri, «“agujero” en la parte superior del carácter».[1]
- En occidente: radical «cueva», radical «agujero».

## Galería
| Estilos antiguos                                 | Estilos antiguos                  | Estilos antiguos                        | Estilos antiguos                   | Estilos antiguos                   | Estilos empleados actualmente       | Estilos empleados actualmente  | Estilos empleados actualmente    | Estilos empleados actualmente   | Estilos empleados actualmente  |
|                                                  |                                   |                                         |                                    |                                    |                                     | 穴                             | 穴                               |                                 |                                |
| 甲骨文 jiǎgǔwén (escritura de huesos oraculares) | 金文 jīnwén (escritura de bronce) | 简帛 jiǎnbó (escritura de bambú y seda) | 篆文 zhuànwén (escritura de sello) | 篆文 zhuànwén (escritura de sello) | 隸書 lìshū (estilo de los escribas) | 楷書 kǎishū (estilo regular)   | 楷書 kǎishū (estilo regular)     | 行書 xǐngshū (estilo corriente) | 草書 cǎoshū (estilo de hierba) |
| 甲骨文 jiǎgǔwén (escritura de huesos oraculares) | 金文 jīnwén (escritura de bronce) | 简帛 jiǎnbó (escritura de bambú y seda) | 大篆 dàzhuàn (sello grande)        | 小篆 xiǎozhuàn (sello pequeño)     | 隸書 lìshū (estilo de los escribas) | 繁體／繁体 fántǐ (tradicional) | 简体／簡體 jiǎntǐ (simplificado) | 行書 xǐngshū (estilo corriente) | 草書 cǎoshū (estilo de hierba) |

## Caracteres con el radical 116

| trazos | carácter                         |
| ------ | -------------------------------- |
| + 0    | 穴                               |
| + 1    | 穵                               |
| + 2    | 究 穷                            |
| + 3    | 穸 穹 空 穻 突                   |
| + 4    | 穼 穽 穾 穿 窀 窂 窃             |
| + 5    | 窄 窅 窆 窇 窈 窉 窊 窋 窌 窍 窎 |
| + 6    | 窏 窐 窑 窒 窓 窔 窕             |
| + 7    | 窖 窗 窘 窙 窚 窛 窜 窝          |
| + 8    | 窞 窟 窠 窡 窢 窣 窤 窥 窦 窧    |
| + 9    | 窨 窩 窪 窫 窬 窭                |
| + 10   | 窮 窯 窰 窱 窲 窳 窴 竃          |
| + 11   | 窵 窶 窷 窸 窹 窺 窻 窼 窽       |
| + 12   | 窾 窿 竀 竁 竂 邃                |
| + 13   | 竄 竅                            |
| + 14   | 竆                               |
| + 15   | 竇                               |
| + 16   | 竈 竉                            |
| + 17   | 竊                               |